# Порез
Поре́з — бытовое название неглубокой и небольшой резаной раны: повреждение кожи и (иногда) подкожной клетчатки, образующееся в результате неосторожного обращения с режущими предметами, либо преднамеренного их использования с целью нанести повреждения. Чаще всего в бытовых условиях порезы осуществляются ножами, бритвенными лезвиями, осколками стекла и краями листов бумаги.
Неглубокие порезы не представляют опасности для здоровья человека. При их получении необходимо промыть рану и на некоторое время защитить её от контактов с внешней средой, для предотвращения нагноения. Для лечения используются мази и растворы на водной основе, например, левомеколь, или повязки с растворами антисептиков (хлоргексидин, октенидин и т. п.). Также используют бакелитно-фенольный клей. Целью нанесения перечисленных веществ является изоляция повреждённых тканей от внешней среды и ускорение регенерации клеток. Неизолированный порез может привести к заражению при попадании в кровь инфекции.
При глубоких (множественных) порезах следует обращаться к врачу: могут быть повреждены нервы, сухожилия и т. д., что может требовать срочной операции.